# Blaze (Band)
Das Musikgruppe Blaze wurde 1984 von den Musikern Josh Milan, Kevin Hedge und Chris Herbert in New Jersey, USA, gegründet.
Die Musiker lernten sich im Rahmen des Kirchenchors kennen. Herbert verließ das Projekt später wieder,
Milan und Hedge entwickelten ihren charakteristischen Stil von House, der Gospel-, Soul- und Afrobeat-Einflüsse aufweist.
Popularität erlangte das Projekt durch einen Remix von Coldcuts Hit „People Hold On“ (feat. Lisa Stansfield). 1990 wurde die erste LP veröffentlicht,
„25 Years later“. Seitdem haben die Musiker drei weitere Alben veröffentlicht, dazu zahllose Singles. Besonders in Deep-House-Kreisen wurde das Projekt international populär. Der Track „My Beat“ (geremixt von DJ Misjah) zählt zu ihren erfolgreichsten Titeln.

## Diskographie
Alben:
- 25 Years Later (1990/Motown)
- Basic Blaze (1997/Slip 'n' Slide)
- Natural Blaze (2001/Life Line)
- Spiritually Speaking (2002/Slip 'n' Slide)
- The Instrumentals Project (2004/Papa Records)

Compilations:
- Productions (1999/Urban) compilation of Blaze productions
- The Many Colours of Blaze (1999/Slip 'n' Slide) compilation of Blaze productions
- Best of Blaze (2002/Handcuts Records) compilation of Blaze productions
- Keep Hope Alive (2004/King Street Sounds) as Underground Dance Artists United for Life